# Orvinio
Orvinio és un comune (municipi) de la província de Rieti, a la regió italiana del Laci, situat a uns 45 km al nord-est de Roma i a uns 30 km al sud de Rieti. A 1 de gener de 2019 la seva població era de 383 habitants.